# Emissão base
Emissão base é o termo dado às emissões de selos de tiragem ilimitada que se destinam ao uso corrente. No Brasil são mais conhecidas como emissões regulares. São também chamadas de emissões ordinárias ou permanentes.

## Emissões Base em Portugal

### Monarquia (1853 - 1910)
Durante a monarquia, são emissões base em Portugal os selos emitidos nos reinados de D. Maria II, D. Pedro V, D. Luís I, D. Carlos I e D. Manuel II que possuem as suas efígies:
- Selo D. Maria II
- Selo D. Pedro V (cabelos lisos)
- Selo D. Pedro V (cabelos anelados)
- Selo D. Luís
- Selo D. Luís (fita curva)
- Selo D. Luís (fita direita)
- Selo D. Luís (perfil)
- Selo D. Luís (frente)
- Selo D. Carlos (Diogo Neto)
- Selo D. Carlos (Mouchon)
- Selo D. Manuel II

Além destes, podem considerar-se como emissões base os selos de 2 réis e 2,5 réis usados sobretudo para franquiar jornais.

### República (depois de 1910)
Depois da implantação da Républica, sobrecarregaram-se selos da monarquia com um carimbo com  a palavra "REPÚBLICA", uma vez que era necessário satisfazer imediatamente as necessidades postais. Após este período inicial, foram emitidas as seguintes emissões base:
- Ceres (circularam entre 1912 e 1945)
- Lusíadas (circularam entre 1931 e 1945)
- Caravela (circularam entre 1943 e 1957)
- Cavaleiro (emitidos entre 1953 e 1975)
- Paisagens e monumentos (emitidos entre 1972 e 1978, circularam até 1983)
- Instrumentos de trabalho (emitidos entre 1978 e 1983, circularam até 1992)
- Arquitectura Popular Portuguesa (emitidos entre 1985 e 1989, circularam até 1995)
- Navegadores portugueses (emitidos entre 1990 e 1994. Circularam até 1999)
- Profissões e personagens do século XIX (a quinta emissão desta série foi a última só com valores em escudos. Emitidos entre 1995 e 1999. Circularam até 2001)
- Aves de Portugal (emitidos desde 2000, emitidos com valores só em euros a partir de 2002, até 2004 (5º grupo))
- Máscaras de Portugal (emitidos entre 2005 e 2006)
- Transportes Públicos Urbanos (emitidos entre 2007 e 2010)
- Festas Tradicionais Portuguesas (emitidos entre 2011 e 2013)
- Desportos Radicais (emitidos entre 2014 e 2016)
- Doces Tradicionais de Portugal (desde 2017)

## Emissões Base no Brasil
No Brasil as emissões regulares normalmente enfocam uma mesma temática por cerca de 3 anos.
Algumas destas emissões foram, inclusive, premiadas internacionalmente, caso da série de selos Instrumentos Musicais. Este tipo de reconhecimento não é muito comum já que as emissões comemorativas ou especiais são as que normalmente despertam o interesse dos colecionadores e do mercado filatélico.
Outras emissões permanentes marcantes no Brasil:
- Série Frutas
- Série Esportes Radicais
- Série Obras Desaparecidas de Cândido Portinari
- Série Profissões
- Série Produtos/Serviços dos Correios